# Andrea Cocco
Andrea Salvatore Cocco (Cagliari, 8 aprile 1986) è un calciatore italiano, attaccante del Monastir Kosmoto.

## Caratteristiche tecniche
È una prima punta forte fisicamente, abile nel gioco aereo. Si dimostra inoltre un ottimo rigorista, ha messo a segno 32 penalty su 37.

## Carriera

### Club

#### Gli inizi: Cagliari e i prestiti nelle serie inferiori
Cresce calcisticamente nella Primavera del Cagliari. Esordisce in Serie A il 21 dicembre 2005 in Parma-Cagliari (1-0), collezionando in quella stessa stagione 5 presenze. Segna la sua prima rete con il Cagliari nel dicembre 2005 in Coppa Italia contro la Sampdoria, la seconda ancora in Coppa Italia, in Verona-Cagliari (1-2). La sua prima rete in serie A arriva nel campionato 2006-2007, nella partita Udinese-Cagliari del 17 dicembre 2006.
Per consentirgli di giocare, il Cagliari lo cede in prestito semestrale al Venezia durante il mercato di gennaio 2007, nelle cui file realizza due reti in 9 presenze. Fa ritorno alla base nell'agosto del 2007 per poi essere ceduto in prestito alla Pistoiese, dove subisce numerosi infortuni; realizza una sola rete in 11 presenze.

#### Rovigo, Alghero ed AlbinoLeffe
Dopo la negativa stagione passata a Pistoia, torna al Cagliari per essere ceduto in comproprietà al Rovigo, club militante in Lega Pro Seconda Divisione, realizzando 4 gol in 21 partite e ricevendo i primi due cartellini rossi della sua carriera da professionista.
Nel 2009 passa all'Alghero, sempre in seconda divisione, dove realizza 15 reti in 29 presenze; il Cagliari lo riscatta e riporta alla base, per poi cederlo in comproprietà all'AlbinoLeffe, in Serie B, nell'affare che porta in Sardegna i giocatori Gabriele Perico e Simon Laner. Durante la stagione scende in campo 28 volte realizzando 5 reti. L'AlbinoLeffe successivamente cede la sua metà del cartellino alla società sarda, ottenendo che il giocatore militi nelle sue file anche durante la stagione 2011/2012 in prestito annuale. La stagione si rivela, dal punto di vista personale, molto positiva, la quale vede l'attaccante sardo realizzare 12 gol in 31 presenze, oltre il doppio della stagione precedente, tra cui le doppiette contro Modena, e Padova. La sua squadra retrocede in Lega Pro con tre giornate d'anticipo sulla fine del campionato.

#### Hellas Verona
Nell'estate 2012 passa con la formula della compartecipazione al Verona. L'inizio con la squadra scaligera si rivela difficoltoso anche a causa di un infortunio muscolare che lo tiene lontano dai campi per 2 mesi; debutta in campionato il seguente 14 ottobre nella partita vinta (2-0) contro il Grosseto, andando a segno la prima volta in campionato con la maglia gialloblu nella partita pareggiata 3-3 contro il Crotone, mentre il 27 novembre va a segno nella partita di Coppa Italia vinta per 2-1 contro il Palermo.

#### Reggina e Beira-Mar
Il 5 agosto 2013, si trasferisce in prestito con diritto di riscatto alla Reggina, nell'anno del suo centenario. Segna il suo primo gol in maglia amaranto nel secondo tempo della partita contro la Virtus Lanciano terminata sul risultato di 1-1. 
Il 29 gennaio 2014 si trasferisce in prestito al Beira Mar, formazione portoghese militante nella seconda divisione.
Al termine della stagione il Verona lo riscatta definitivamente dall'Albinoleffe.

#### Vicenza e Pescara
L'8 agosto 2014 viene acquistato a titolo definitivo dal L.R. Vicenza, con un contratto biennale. Il 7 febbraio 2015 realizza una tripletta nella partita vinta per 3-1 in casa contro il Perugia. Conclude la sua prima stagione in biancorosso segnando 19 reti e guadagnando il titolo di capocannoniere della Serie B 2014-15 insieme ad Andrea Catellani (Spezia) e Pablo Granoche (Modena).
Il 31 agosto seguente si trasferisce al Pescara, sempre in Serie B, scegliendo di indossare la maglia numero 19. Dopo diversi mesi a secco, l'attaccante sardo segna il suo primo gol il 16 gennaio 2016, nella vittoria interna 2-1 sul Livorno.

#### Frosinone e Cesena
Il 3 agosto 2016 viene ufficializzato il trasferimento in prestito con diritto di riscatto al Frosinone.
Il 16 gennaio 2017 è ufficializzato il suo rientro al Pescara, che lo cede, nuovamente in prestito secco, al Cesena. Nel maggio seguente, durante la partita persa in casa contro il Novara, si infortuna seriamente al menisco del ginocchio destro, rimanendo fermo per tre mesi.

#### Ritorno al Pescara
Nell'estate 2017 torna al Pescara. Il 31 gennaio 2019 risolve il suo contratto con la società abruzzese.

#### Padova, Olbia e Seregno
Svincolato, viene ingaggiato dal Padova il 27 febbraio 2019. Il 19 novembre 2019 firma un contratto fino al 30 giugno 2021 con l'Olbia.
Nell'estate del 2021, viene ufficializzato il suo passaggio a titolo gratuito dopo essere rimasto svincolato con l'Olbia al Seregno, club brianzolo neopromosso in serie C, con un contratto biennale fino al 30 giugno 2023. Realizza il suo primo goal con i brianzoli nella loro prima vittoria stagionale; sul campo del Fiorenzuola, con un colpo di testa al 94' decisivo per la vittoria in rimonta con il punteggio finale di 3 a 2.. A fine anno però retrocede.

#### Ritorno all’Albinoleffe
Il 9 agosto 2022 fa ritorno all’AlbinoLeffe dopo dieci anni. Il 10 settembre segna anche la prima rete nel pareggio per 2-2 in casa della Pro Sesto.

#### Trapani
In data 26 luglio 2023 viene ufficializzato, da svincolato, il suo passaggio al Trapani militante in Serie D.
Rimasto svincolato viene tesserato dalla squadra sarda del Monastir Kosmoto, militante in Eccellenza.

## Statistiche

### Presenze e reti nei club
Statistiche aggiornate al 20 maggio 2024.
| Stagione           | Squadra            | Campionato         | Campionato | Campionato | Coppe nazionali | Coppe nazionali | Coppe nazionali | Coppe continentali | Coppe continentali | Coppe continentali | Altre coppe | Altre coppe | Altre coppe | Totale | Totale |
| Stagione           | Squadra            | Comp               | Pres       | Reti       | Comp            | Pres            | Reti            | Comp               | Pres               | Reti               | Comp        | Pres        | Reti        | Pres   | Reti   |
| ------------------ | ------------------ | ------------------ | ---------- | ---------- | --------------- | --------------- | --------------- | ------------------ | ------------------ | ------------------ | ----------- | ----------- | ----------- | ------ | ------ |
| 2005-2006          | Cagliari           | A                  | 5          | 0          | CI              | 2               | 1               | -                  | -                  | -                  | -           | -           | -           | 7      | 1      |
| 2006-gen. 2007     | Cagliari           | A                  | 3          | 1          | CI              | 2               | 1               | -                  | -                  | -                  | -           | -           | -           | 5      | 2      |
| gen.-giu. 2007     | Venezia            | C1                 | 9+1        | 2          | CI+CI-C         | 0               | 0               | -                  | -                  | -                  | -           | -           | -           | 10     | 2      |
| ago. 2007          | Cagliari           | A                  | 0          | 0          | CI              | 1               | 0               | -                  | -                  | -                  | -           | -           | -           | 1      | 0      |
| Totale Cagliari    | Totale Cagliari    | Totale Cagliari    | 8          | 1          |                 | 5               | 2               |                    | -                  | -                  |             | -           | -           | 13     | 3      |
| ago. 2007-2008     | Pistoiese          | C1                 | 12+1       | 1          | CI-C            | 3               | 1               | -                  | -                  | -                  | -           | -           | -           | 16     | 2      |
| 2008-2009          | Rovigo             | 2D                 | 21         | 4          | CI-LP           | 2               | 0               | -                  | -                  | -                  | -           | -           | -           | 23     | 4      |
| 2009-2010          | Alghero            | 2D                 | 29         | 15         | CI-LP           | 2               | 0               | -                  | -                  | -                  | -           | -           | -           | 31     | 15     |
| 2010-2011          | AlbinoLeffe        | B                  | 28+2       | 5          | CI              | 0               | 0               | -                  | -                  | -                  | -           | -           | -           | 30     | 5      |
| 2011-2012          | AlbinoLeffe        | B                  | 31         | 12         | CI              | 2               | 0               | -                  | -                  | -                  | -           | -           | -           | 33     | 12     |
| 2012-2013          | Verona             | B                  | 17         | 1          | CI              | 2               | 1               | -                  | -                  | -                  | -           | -           | -           | 19     | 2      |
| 2013-gen. 2014     | Reggina            | B                  | 18         | 1          | CI              | 3               | 0               | -                  | -                  | -                  | -           | -           | -           | 21     | 1      |
| gen.-giu. 2014     | Beira-Mar          | SL                 | 12         | 4          | CP+CdL          | 0               | 0               | -                  | -                  | -                  | -           | -           | -           | 12     | 4      |
| 2014-2015          | L.R. Vicenza       | B                  | 36+1       | 19+1       | CI              | 0               | 0               | -                  | -                  | -                  | -           | -           | -           | 37     | 20     |
| 2015-2016          | Pescara            | B                  | 21         | 1          | CI              | 0               | 0               | -                  | -                  | -                  | -           | -           | -           | 21     | 1      |
| 2016-gen. 2017     | Frosinone          | B                  | 9          | 1          | CI              | 0               | 0               | -                  | -                  | -                  | -           | -           | -           | 9      | 1      |
| gen.-giu. 2017     | Cesena             | B                  | 18         | 5          | CI              | 2               | 0               | -                  | -                  | -                  | -           | -           | -           | 20     | 5      |
| 2017-2018          | Pescara            | B                  | 5          | 0          | CI              | 0               | 0               | -                  | -                  | -                  | -           | -           | -           | 5      | 0      |
| 2018-gen. 2019     | Pescara            | B                  | 8          | 2          | CI              | 2               | 1               | -                  | -                  | -                  | -           | -           | -           | 10     | 3      |
| Totale Pescara     | Totale Pescara     | Totale Pescara     | 34         | 3          |                 | 2               | 1               |                    | -                  | -                  |             | -           | -           | 36     | 4      |
| feb.-giu. 2019     | Padova             | B                  | 6          | 0          | CI              | -               | -               | -                  | -                  | -                  | -           | -           | -           | 6      | 0      |
| nov. 2019-2020     | Olbia              | C                  | 12+2       | 2          | CIC             | 0               | 0               | -                  | -                  | -                  | -           | -           | -           | 14     | 2      |
| 2020-2021          | Olbia              | C                  | 29         | 5          | -               | -               | -               | -                  | -                  | -                  | -           | -           | -           | 29     | 5      |
| Totale Olbia       | Totale Olbia       | Totale Olbia       | 43         | 7          |                 | 0               | 0               |                    | -                  | -                  |             | -           | -           | 43     | 7      |
| 2021-2022          | Seregno            | C                  | 35+1       | 10+1       | CI-C            | 2               | 0               | -                  | -                  | -                  | -           | -           | -           | 38     | 11     |
| 2022-2023          | AlbinoLeffe        | C                  | 34+2       | 12         | CI-C            | 1               | 0               | -                  | -                  | -                  | -           | -           | -           | 37     | 12     |
| Totale AlbinoLeffe | Totale AlbinoLeffe | Totale AlbinoLeffe | 93+4       | 29         |                 | 3               | 0               |                    | -                  | -                  |             | -           | -           | 100    | 29     |
| 2023-2024          | Trapani            | D                  | 25+2       | 16         | CI-D            | 2               | 0               | -                  | -                  | -                  | -           | -           | -           | 29     | 16     |
| 2024-2025          | Trapani            | C                  | 0          | 0          | CI-C            | 0               | 0               |                    | -                  | -                  |             | -           | -           | 0      | 0      |
| Totale Trapani     | Totale Trapani     | Totale Trapani     | 27         | 16         |                 | 2               | 0               |                    | -                  | -                  |             | -           | -           | 29     | 16     |
| Totale carriera    | Totale carriera    | Totale carriera    | 423+10     | 119+2      |                 | 28              | 5               |                    | -                  | -                  |             | 2           | 0           | 463    | 126    |

## Palmarès

### Club

#### Competizioni nazionali
- Serie D: 1

Trapani: 2023-2024 (girone I)
- Coppa Italia Serie D: 1

Trapani: 2023-2024

### Individuale
- Capocannoniere della Serie B 2014-2015 (19 gol)